# Лејси Дувал
Лејси Дувал (рођена 5. април 1982) је америчка порно глумица.

## Каријера
Дувал је дебитовала као глумица у индустрији порнографије 2000. године када је имала 18 година. Наступила је у преко 164 порно филмова.

## Награде и номинације
- 2009: Urban X Awards Winner – Best POV Sex Scene – Tunnel Vision[3]